# Les Fleuves profonds
Les Fleuves profonds (titre original : Los ríos profundos) est le troisième roman de l'écrivain et ethnologue péruvien José María Arguedas. Publié en espagnol par la maison d'édition Losada à Buenos Aires en 1958, il a reçu au Pérou le prix « Ricardo Palma » en 1959. Le roman a été traduit en plusieurs langues dans les années 1960 (1966 pour la version française).

## Résumé
L'action se déroule principalement dans la montagne, à une altitude moyenne de 3 000 mètres, département d'Apurímac, au centre-sud du Pérou, dans les années 1924, si on suppose que le texte tient en partie de l'autobiographie.
Ernesto entre à 14 ans à l'internat d'un collège religieux, sa première école, dans la ville d'Abancay. Il a jusque là vécu en communauté indienne quéchua ou chincha, puis pendant plusieurs années avec son père, avocat errant, dans 100 à 200 villes et villages des Andes du centre-sud du Pérou. Dans ce collège, on parle castillan, mais aussi quechua. Les enfants étudient, jouent (volley-ball, toupie), s'affrontent : rivalités, compagnonnages... Le dimanche, Ernesto part à la découverte du pays, des gens, des chants...
Il participe à la révolte des chicheras pour la distribution de sel à toutes les femmes. Il assiste aux actions des gendarmes et des militaires appelés en renfort. Il échappe à l'épidémie de typhus, et à la ferveur des Indiens qui exigent une messe pour chasser le typhus.
Pendant ce temps, son père cherche du travail à Chalhuanca puis à Coracora (es).

## Personnages
- Ernesto, personnage complexe, métis revendiquant son indianité (langue, musique, chant, danse, flore, faune, montagne, communauté, valeurs...)
- Gabriel, le père, avocat errant/itinérant, dont le vaste projet s'effondre dès l'arrivée chez le Vieux : (ses yeux bleus, sa barbe blonde, son élégant castillan et ses façons désorientaient)
- Le Vieux, don Manuel Jesús, parent, oncle d'Ernesto, propriétaire terrien (des quatre domaines), détestable, avare, pieux, à Cuzco, un sale type, l'ennemi, l'Antéchrist
- Alcilla, notaire, ami de Gabriel, ancien camarade de collège du père, infirme
- collégiens
  - internes : Añuco, Lléras, Perruque, Palaci(t)os, Chauca, Rondinel, Valle, Roméro, (Iño) Villégas, Ismodes el Chipro, Simeón el Pampachirino...
  - externes : Ántero Samanez el Markask’a, Gérardo, Pablo, Saturnino, Montesinos...
- les pères du Collège : Père (Augusto) Linarès, Père Cárpenas, Frère Miguel...
- Marcelina, petite indienne, la folle'
- la cuisinière du collège
- Abraham, le concierge du collège
- Salvinia, Alcira, jeunes filles métisses de 12 ans
- Doña Felipa, chichera (tenancière débit de chicha, meneuse des chiceras, avec deux maris (Don Parédès)
- Papacha Oblitas, musicien, harpiste, chanteur en chichera
- Jesús Warank’a Gabriel, chanteur de la Vierge de Cocharcas, pèlerin, mendiant

## Réception
Les critiques considèrent généralement ce roman fortement autobiographique comme l'œuvre maîtresse de José María Arguedas. Il marquerait les débuts du courant néo-indigéniste.
Le public francophone apprécie l’univers enchanté d’Ernesto,, l’utopie archaïque, la dénonciation du mépris dans lequel on tient les péons des haciendas (et pas les Indiens des villages) : Il s'inclinait comme un ver qui ver qu'on l'écrase (p. 24).